# Mitton (Gloucestershire)
Mitton – osada w Anglii, w Gloucestershire. Mitton jest wspomniana w Domesday Book (1086) jako Mitune.